# Militant (journal)
Pour les articles homonymes, voir Militant (homonymie).
Militant est une revue d'extrême droite française, créée en 1967.

## Historique
Se réclamant de l'héritage de la Commune de Paris, de Proudhon, Blanqui, et Maurice Barrès, la revue a été créée par Pierre Bousquet.
À l'origine « organe des groupes de lycéens nationalistes parisiens », le journal fut successivement le journal de la Fédération des étudiants nationalistes (FEN), de l'Œuvre française, de Parti national populaire de Roger Holeindre en 1970 et fut de 1973 à 1975 l'organe de presse officiel du Front national, qui en était alors dépourvu. Éloignée du FN par Jean-Pierre Stirbois au début des années 1980, l'équipe de Militant fonde le Parti nationaliste français. Celui-ci s'avérant être un échec, le journal soutiendra Jean-Marie Le Pen à l'occasion de l'élection présidentielle de 1988, lors de laquelle il atteindra le tirage de 70 000 exemplaires.
Son sous-titre actuel est « Revue nationaliste pour la défense de l'identité française et européenne » et sa périodicité est bimensuelle (mensuelle à sa création). Militant soutient l'Union de la droite nationale.

## Direction
Ses rédacteurs en chef successifs sont Pierre Bousquet, Pierre Pauty, Jean Castrillo puis André Gandillon (ancien conseiller municipal de Bondy, aujourd'hui dissident du FN).